# فونتگمباولت
فونتگمباولت (به فرانسوی: Fontgombault) یک کمون در فرانسه است که در اندر واقع شده‌است. فونتگمباولت ۱۰٫۵۸ کیلومتر مربع مساحت و ۲۷۴ نفر جمعیت دارد و ۱۱۱ متر بالاتر از سطح دریا واقع شده‌است.